# THE WAVE OF LOVE feat.ANRI
「THE WAVE OF LOVE feat.ANRI」（ザ ウェイヴ オブ ラヴ フィーチャリング アンリ）は、2010年7月21日に発売された石井竜也27枚目のシングル。

## 解説
アルバム『MOON & EARTH』の先行シングル3部作の第2弾。杏里が参加。ジャケットいっぱいに青の丸がデザインされている。

## 収録曲
作詞・作曲：石井竜也（特記以外）
1. THE WAVE OF LOVE feat.ANRI
作詞・作曲：石井竜也・杏里
編曲：柿崎洋一郎
杏里とのコラボレーション曲。テーマは「大人の恋愛」。人生の荒波を渡っている大人に共感してもらえるようなサマーソングを目指して作られた作品[2]。
2. 安らぎを求めて -TATUYA ISHII Solo Version-
編曲：西山勝
『DRIVE & LOVEプロジェクト』オフィシャルキャンペーンソングの石井ソロ・ヴァージョン。
現代の殺伐とした社会を生き抜いている日本人が忘れかけている人の優しさや心の温かさを描き「聴けば自然と注意喚起につながるような作品」にしたかったと石井は『詞解文書』(廣済堂出版)【安らぎを求めて SATURDAY】にて綴っている。
3. LEGEND 〜海原の秘密〜 
編曲：光田健一
もともと石井の監督作品『ACRI』挿入曲。Instrumentalだったものに歌詞をつけた。
4. THE WAVE OF LOVE feat.ANRI (Instrumental)

## 収録アルバム
| 曲名                       | 収録アルバム     | 発売日       | 備考                                                                   |
| -------------------------- | ---------------- | ------------ | ---------------------------------------------------------------------- |
| THE WAVE OF LOVE feat.ANRI | 『MOON & EARTH』 | 2011年3月9日 | 16thオリジナル・アルバム                                               |
| 安らぎを求めて             | 『MOON & EARTH』 | 2011年3月9日 | 16thオリジナル・アルバム（伊藤由奈とのデュエットバージョンとして収録） |